# Viola mielnicensis
Viola mielnicensis är en violväxtart som beskrevs av Zopal.. Viola mielnicensis ingår i släktet violer, och familjen violväxter. Inga underarter finns listade i Catalogue of Life.